# Bloch MB.480
Le Bloch MB.480 était un hydravion de combat multiplace français de la Seconde Guerre mondiale. Issu du bureau d'études de la Société des avions Marcel Bloch, il n'a pas dépassé le stade de prototype.
En 1935 le STAé diffusa le programme d’Éclaireur de combat (MT/CPT 9) portant sur un hydravion multiplace de combat capable d’assurer à la fois les missions de bombardement, de torpillage et de reconnaissance. Ce programme, modifié en mars 1937, donna naissance à trois appareils, les SNCAC NC.410, Loire-Nieuport LN 10 et MB.480, dont deux prototypes furent commandés en mai 1937.
Très fortement dérivé du MB.131, cet appareil se présentait donc comme un monoplan à aile basse et empennage bidérive de construction entièrement métallique, équipé de deux flotteurs en catamaran et de deux moteurs Gnome & Rhône 14 N-02/03 de 1 060 ch. Le premier prototype fut construit à Courbevoie puis transporté par train à Marignane pour remontage. Assemblé en 1938, il ne prit l’air que fin juin 1939, suivi en octobre du second prototype. Dès les premiers essais, on s'aperçut que l’empennage était noyé par les projections d'eau au décollage et à l'amerrissage. Il fallut donc le surélever de 27,5 cm, ce qui réduisait d’autant le champ de tir du canon dorsal. Il fallait donc réduire les dimensions de l’empennage vertical. Entre-temps la Marine avait décidé d’utiliser des avions terrestres et retenu le LeO 451, déjà commandé par l’Armée de l’Air. Les essais furent donc arrêtés le 9 septembre et le programme abandonné le 10 décembre.
Le premier prototype fut détruit le 23 juin 1940 après avoir heurté un quai à Balaruc, sur l’étang de Thau, vers lequel il était évacué, le second abandonné à Berre. 

## Sources
1. 1 2  (en) « Dassault Aviation, a major player to aeronautics », sur Dassault Aviation, a major player to aeronautics (consulté le 6 octobre 2020).